# Sweet Sixteen
För andra betydelser, se Sweet Sixteen (olika betydelser).
Sweet Sixteen firas i USA och Kanada.  Det är en ceremoni då en flicka fyller 16 år, även om enklare dylika festligheter i vissa fall numera även kan celebrera pojkars 16-årsdag.
Festerna kan vara allt från vanliga kalas i hemmen till mer påkostade festligheter där finkläder föredras, i balsalar, på hotell, restauranger eller ombord på båtar. I festligheterna ingår också traditionella ceremonier och ibland kyrkliga delar.